# Szekszárd (vindistrikt)

Szekszárd Coat of Arms

Szekszárd är ett vindistrikt i södra Ungern väster om floden Donau och sydost om Balatonsjön. Området är mest känt för sina röda viner (80%), både kraftiga och lätta. Här gjordes också de första vinerna kallade tjurblod, Szekszárdi Bikavér. Bikavér förknippas annars främst med Egers vindistrikt.
Jordmånen är sk. lössjord med inslag av kalksten. De bästa vinerna görs på Kékfrankos och Kadarka. På senare tid (2021) prövas även Kékoportó, Cabernet sauvignon, Cabernet franc och Pinot noir i odling. Området är ett av de mer kända ungerska distrikten internationellt.